# Brandon Baiye
Brandon Baiye (Luik, 27 december 2000) is een Belgisch voetballer die sinds 2019 uitkomt voor Clermont Foot.

## Carrière
Baiye sloot zich in 2011 aan bij de jeugd van Club Brugge. De middenvelder doorliep alle jeugdreeksen en maakte in het seizoen 2018/19 zijn debuut in het eerste elftal tijdens de Belgische supercup, die met 2-1 gewonnen werd tegen Standard Luik. Bij zijn debuut was hij de op vijf na jongste debutant ooit in de hoofdmacht van Club Brugge, en tevens ook de eerste speler geboren in de jaren 2000. Zijn debuut in de competitie maakte hij in de met 5-2 gewonnen wedstrijd voor Club Brugge tegen KAS Eupen.
Na zijn eerste seizoen in de hoofdmacht van Club Brugge trok Baiye naar de Franse tweedeklasser Clermont Foot.

## Statistieken
| Seizoen | Club               | Land                | Competitie         | Competitie | Competitie | Beker | Beker | Europees | Europees | Supercup | Supercup | Totaal | Totaal |
| Seizoen | Club               | Land                | Competitie         | Wed.       | Dlp.       | Wed.  | Dlp.  | Wed.     | Dlp.     | Wed.     | Dlp.     | Wed.   | Dlp.   |
| ------- | ------------------ | ------------------- | ------------------ | ---------- | ---------- | ----- | ----- | -------- | -------- | -------- | -------- | ------ | ------ |
| 2018/19 | Club Brugge        | Vlag van België     | Jupiler Pro League | 1          | 0          | 0     | 0     | 0        | 0        | 1        | 0        | 2      | 0      |
| 2019/20 | Clermont Foot      | Vlag van Frankrijk  | Ligue 2            | 0          | 0          | 0     | 0     | —        | —        | —        | —        | 0      | 0      |
| 2020/21 | → Austria Lustenau | Vlag van Oostenrijk | 2. Liga            | 12         | 2          | 1     | 0     | —        | —        | —        | —        | 13     | 2      |
| Totaal  | Totaal             | Totaal              | Totaal             | 13         | 2          | 1     | 0     | 0        | 0        | 1        | 0        | 15     | 2      |

## Palmares
| Belgische Supercup | 1x | 2018 |